# Gato Negro (métro de Caracas)
Gato Negro est une station de la ligne 1 du métro de Caracas. Inaugurée le 2 janvier 1983 avec la ligne, elle est située avenue Sucre.

## Étymologie
Le nom de Gato Negro signifie « chat noir » en espagnol.

## Lieux à proximité
- Parque del Oeste
- Musée Jacobo Borges
- Église El Carmen